# 一夜情
一夜情是指與未建立感情基礎的人發生合意性行為。一夜情一詞在20世紀後出現。一夜情英文為，原意是一晚的戲院表演。一夜情也是一種常見的外遇。如果一夜情之後關係再發展下去，即想以「性」來維持一段關係，這樣的話就會成為炮友。

## 观点
宗教團體基於反對婚前性行為和抑制性病傳播的立場，視一夜情為違反道德問題。。
一夜情也是最常见的不忠形式，并且经常在研究、民意调查和社会调查中被用来定义一个社会在任何特定时间的滥交程度。有人认为，这种行为对一段感情的威胁可能和长期的婚外情一样大：
一夜情可能比找一个有共同考虑的爱人更危险。这种情况对那些胜算更大的商务旅行者来说是有利的；然而，即使只是一夜情，了解与你上床的人是谁也是非常重要的。没有人可以免除给你造成麻烦，无论距离或情况如何。一夜情仍然是不忠的一种形式，如果被发现，对你和你的伴侣的伤害是一样的。
一些女性认为，那些感到性方面缺乏安全感或没有得到满足的女性应该为了个人的成长和满足而寻求一夜情。有人写道，“一夜情是採擷及时（拉丁語：carpe diem）的纵欲展示——我们不过抓住的是夜晚而非白天”。还有声音建议寻求赋能的女性“通过一夜情来开启你的盛花期”，并阐明一夜情应是一个有意识的决定。
Tinder和Grindr等在线约会应用程序的出现助长了一夜情的流行，这些应用程序允许人们为了包括性接触在内的目的而建立联系，尽管这些工具也可以用来寻找长期伴侣。